# Bliźniacze smoki
Bliźniacze smoki (kant. Shuang long hui) – hongkoński film akcji z elementami sztuk walki z 1992 roku w reżyserii Ringo Lama i Tsui Harka.
Do 1 lipca 1999 roku film zarobił 8 332 431 dolarów amerykańskich w Stanach Zjednoczonych.

## Fabuła
Żona biznesmena z Nowego Jorku rodzi bliźniaki w Hongkongu a w tym samym czasie trwa eskorta policyjna rannego bandyty. Gdy czujność policji zostaje osłabiona, uwalnia on się, zabiera ich broń i porywa bliźniaki. Policjant wdaje się w pościg, po czym aresztuje bandytę a dziecko znika. Zostaje odnalezione przez dziewczynę. Chłopak (Jackie Chan) staje się mechanikiem samochodowym. Ma konflikt z miejscową mafią, przez co musi uciekać do Ameryki. Drugi z bliźniaków wraz z rodziną bezpiecznie przenosi się również do Ameryki. Chłopak staje się sławnym pianistą.

## Obsada
- Maggie Cheung – Barbara
- Jackie Chan – Boomer / Ma Yau
- Teddy Robin – Tyson
- Nina Li – Tammy
- Alfred Cheung – Szef Wing
- John Chiang – ochroniarz hotelowy
- Philip Chan – kierownik hotelu
- Anthony Chan – pracownik hotelu
- Sylvia Chang – matka bliźniaków
- Jamie Luk – Rocky
- Guy Lai – szef gangu
- Chia-Liang Liu – doktor
- Ringo Lam – mechanik samochodowy
- Jing Wong – Supernatural Doctor
- Wing-Cho Yip
- Tsui Hark – mechanik samochodowy
- Joe Cheung – członek orkiestry
- Clifton Ko – pracownik sekcji sportowej
- Ng See-yuen – mechanik samochodowy
- Jacob Cheung – kasjer[3]